# Polyommatus posticoapicalis
Polyommatus posticoapicalis är en fjärilsart som beskrevs av Tutt 1910. Polyommatus posticoapicalis ingår i släktet Polyommatus och familjen juvelvingar. Inga underarter finns listade i Catalogue of Life.